# Xylostenus curtus
Xylostenus curtus är en stekelart som beskrevs av Ian D. Gauld 1984. Xylostenus curtus ingår i släktet Xylostenus och familjen brokparasitsteklar. Inga underarter finns listade i Catalogue of Life.